# Шайбс
Шайбс (нем. Scheibbs) — город, окружной центр в Австрии, в федеральной земле Нижняя Австрия.
Входит в состав округа Шайбс. Площадь города составляет 45,87 км², население — 4122 человека (1 января 2021), плотность населения — 90 чел./км². Официальный код — 32013.

## Население
| Год  | Численность |
| ---- | ----------- |
| 1869 | 3076        |
| 1889 | 3259        |
| 1890 | 3489        |
| 1900 | 3776        |
| 1910 | 4061        |
| 1923 | 3703        |
| 1934 | 3720        |
| 1939 | 3615        |
| 1951 | 4047        |
| 1961 | 4101        |
| 1971 | 4445        |
| 1981 | 4515        |
| 1991 | 4389        |
| 2001 | 4331        |
| 2011 | 4199        |
| 2021 | 4122        |

## Политическая ситуация
Бургомистр коммуны — Кристине Дюнвальд (АНП) по результатам выборов 2010 года.
Совет представителей коммуны (нем. Gemeinderat) состоит из 25 мест.
- АНП занимает 16 мест.
- СДПА занимает 7 мест.
- Зелёные занимают 2 места.

## Фотографии

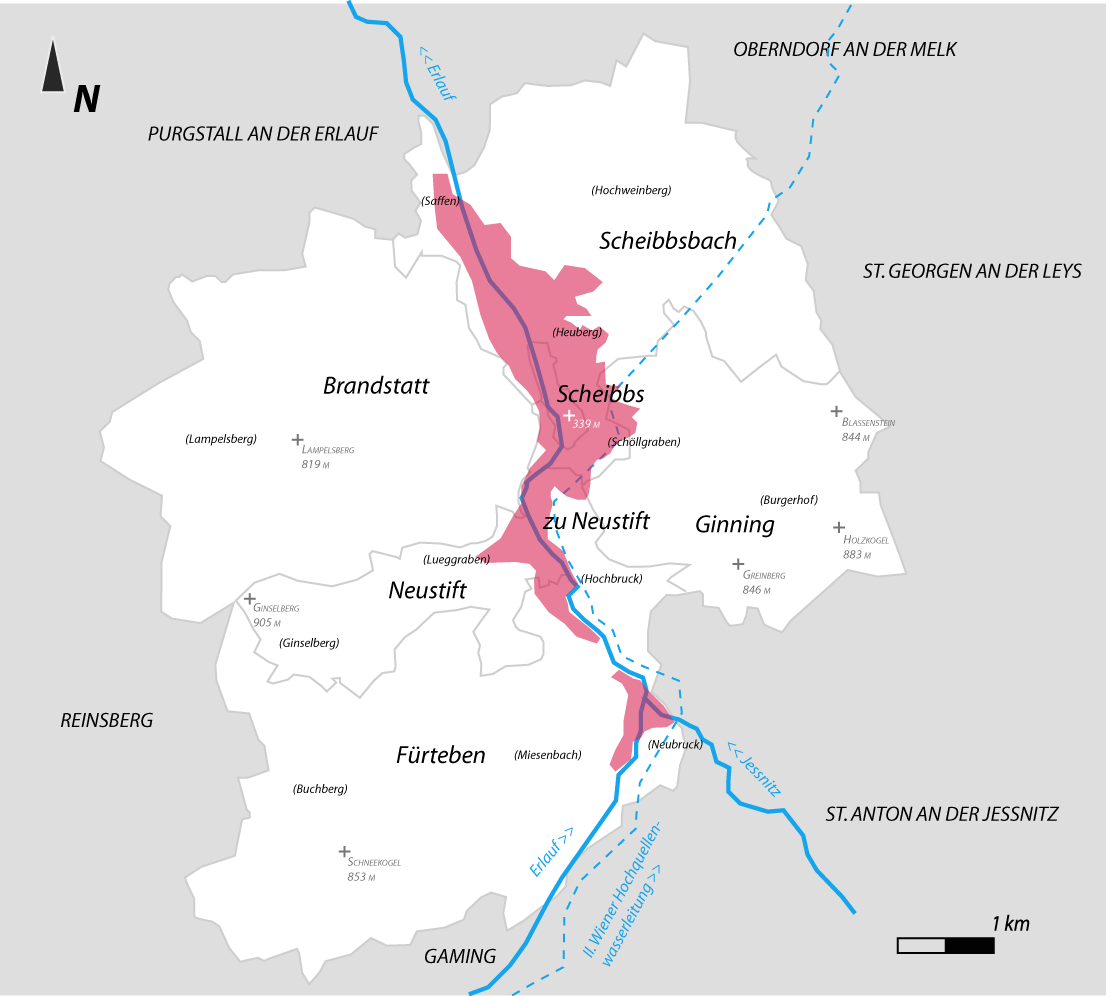
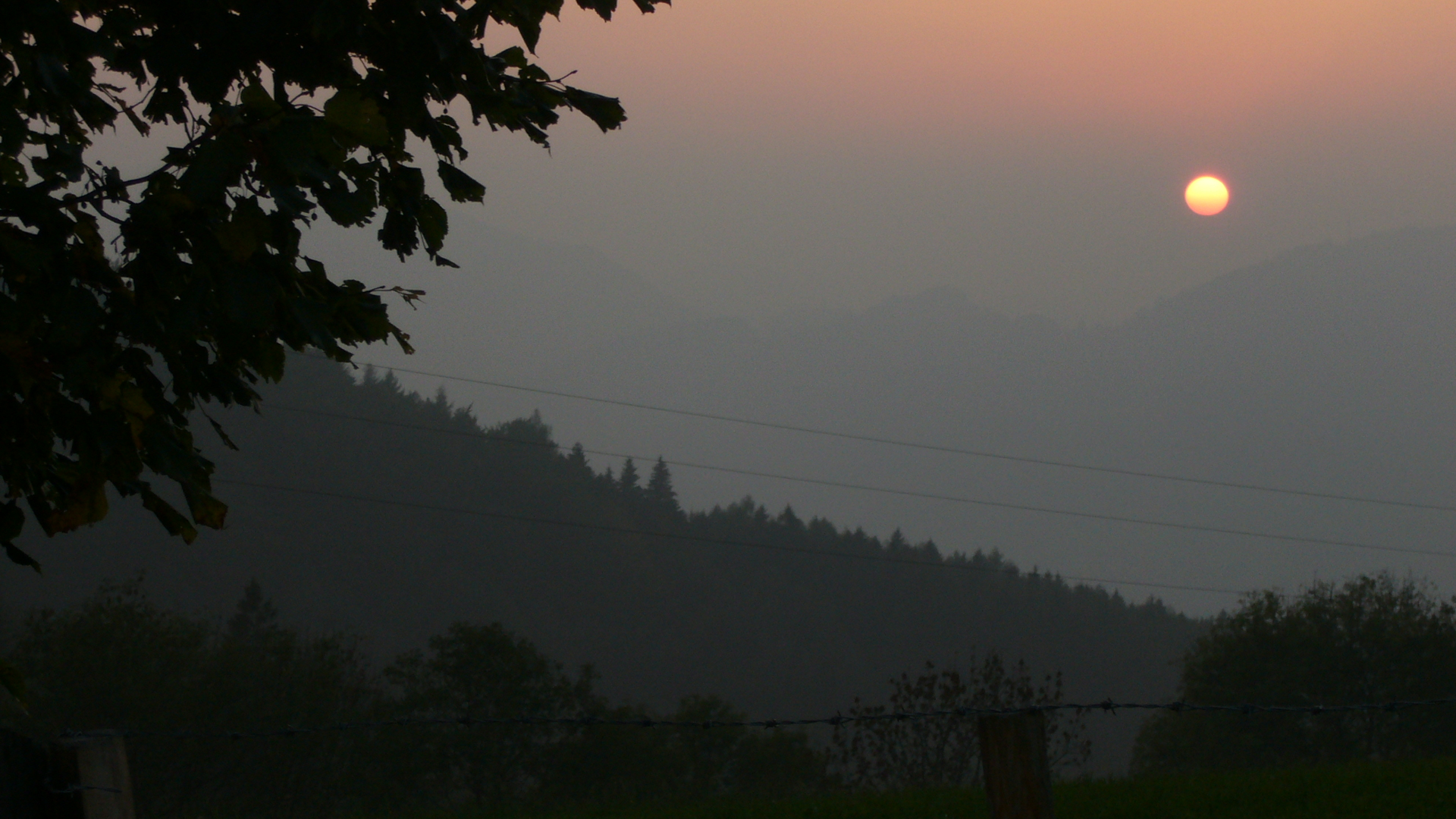
пейзаж у Шайбса
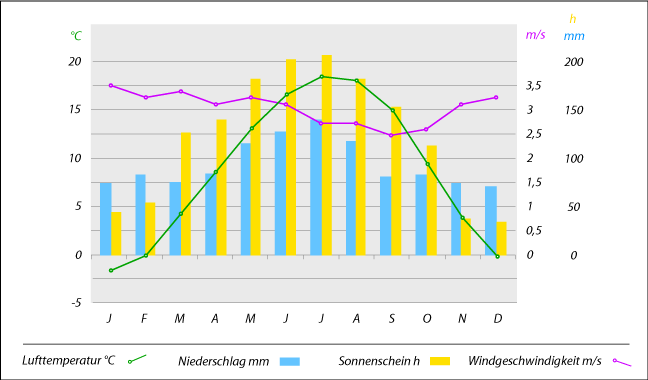
Климат в Шайбсе
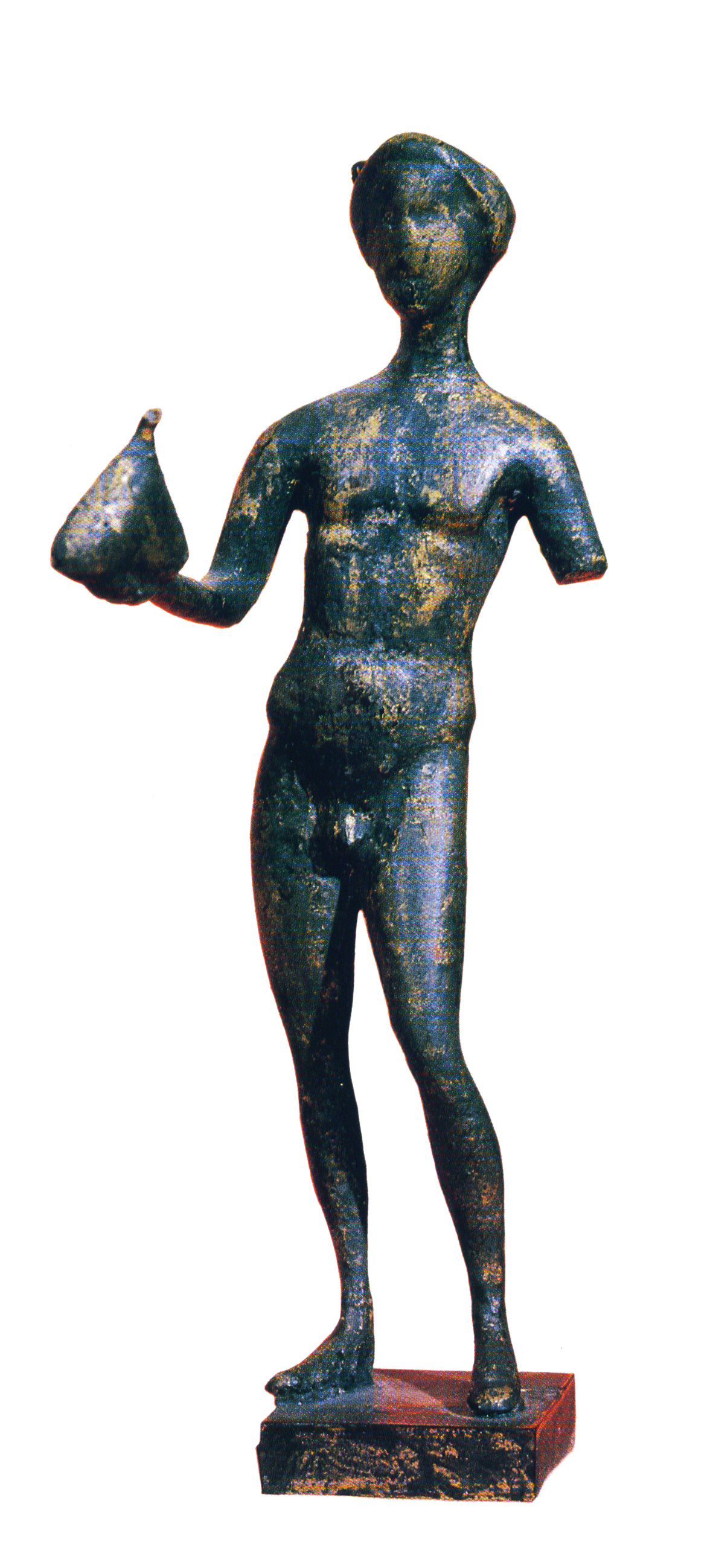
Римская статуя Меркурия
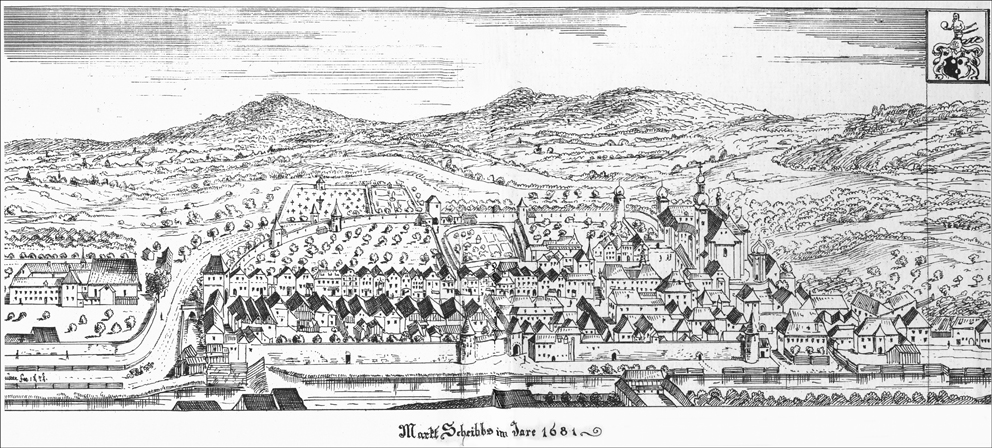
Шайбс в 1681 году
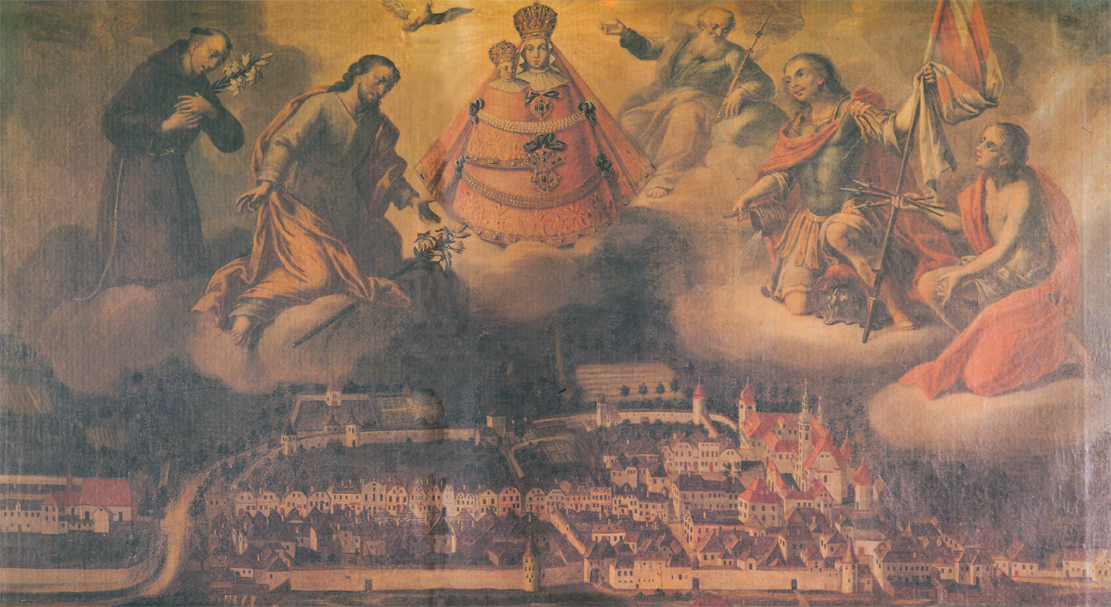
Шайбс в 1678 (1764?) году
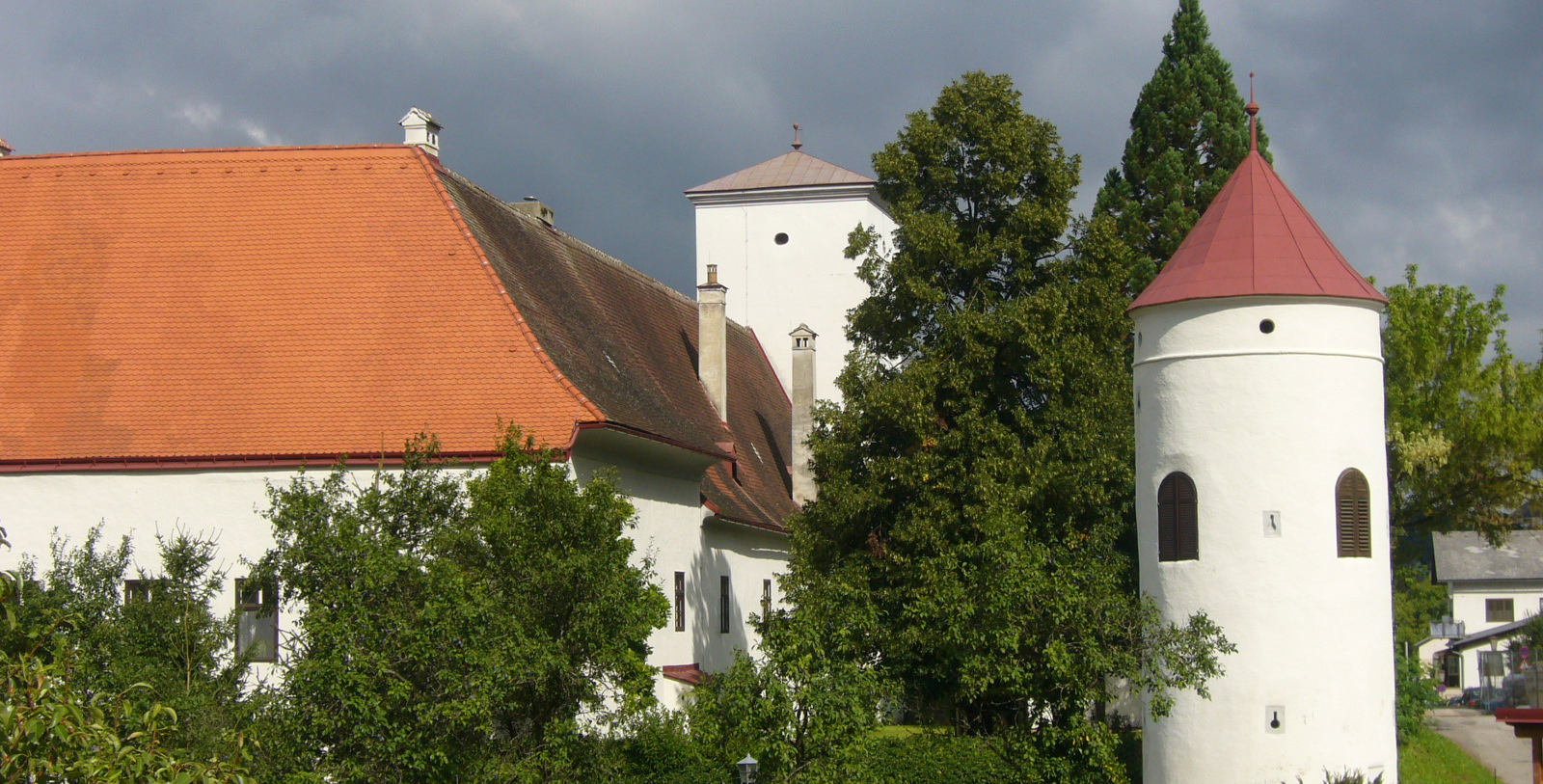
Замок Шайбс
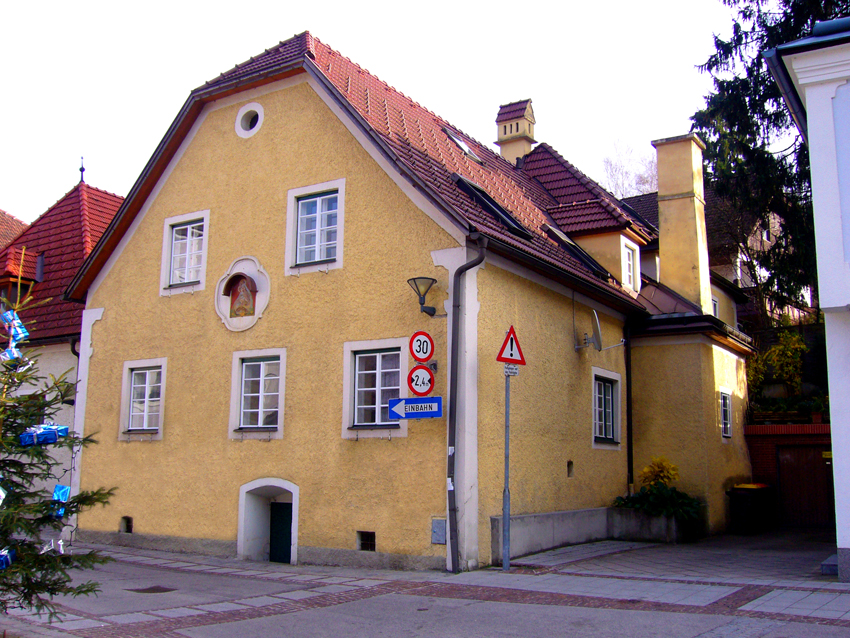
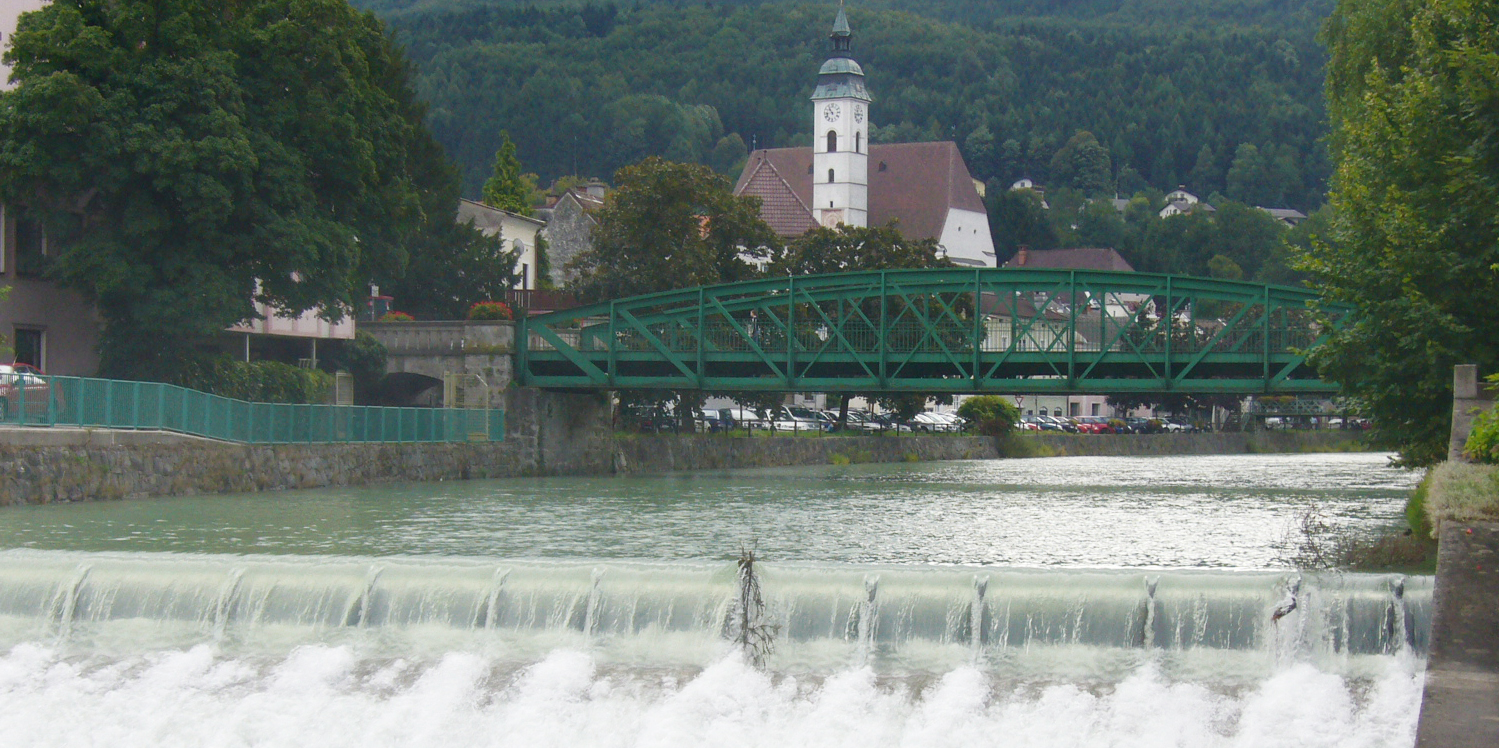
Эрлауф c старым городом
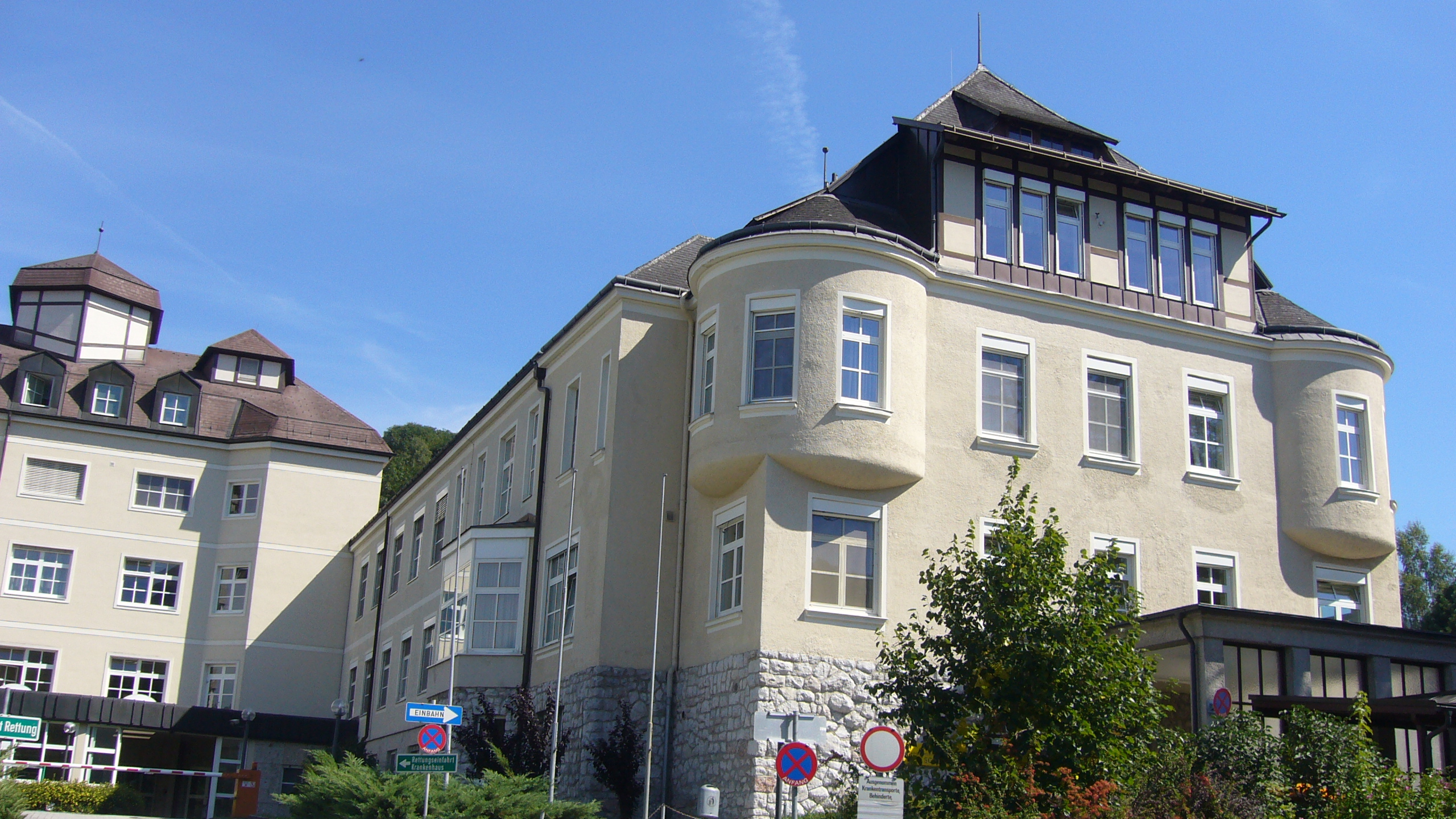
Больница
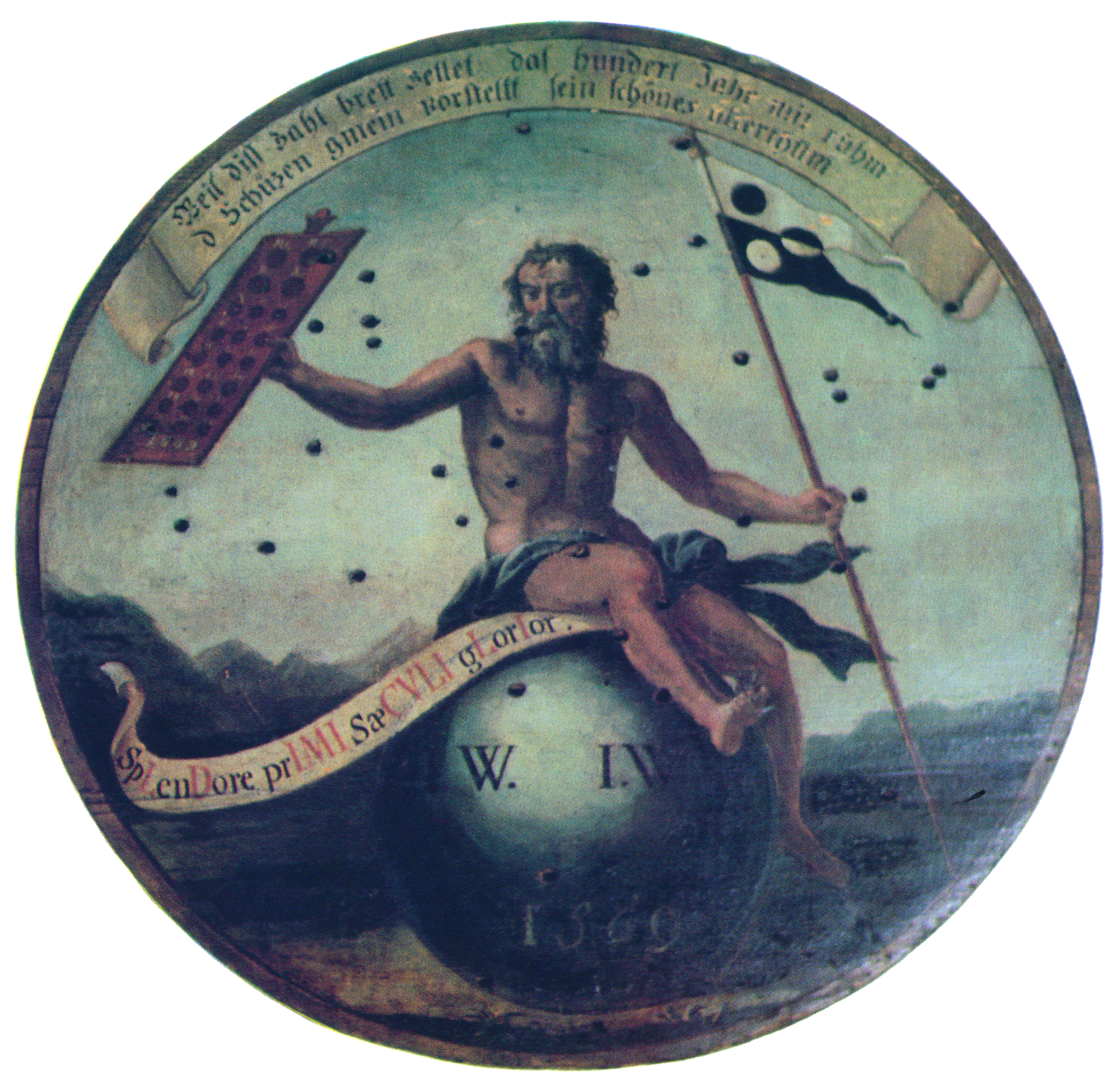
Шайба мыска челнока (1569)
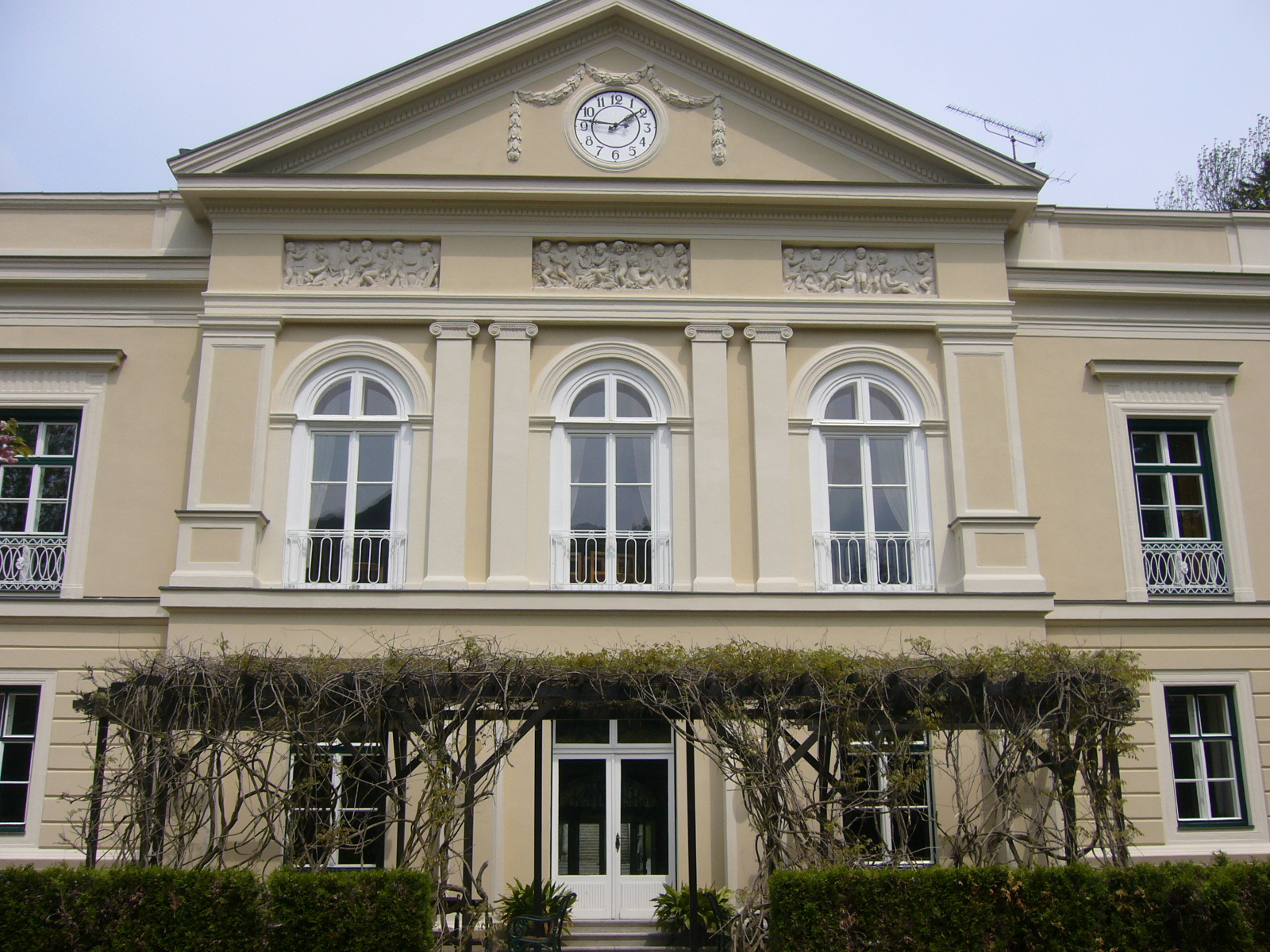
Замок Лехенхоф
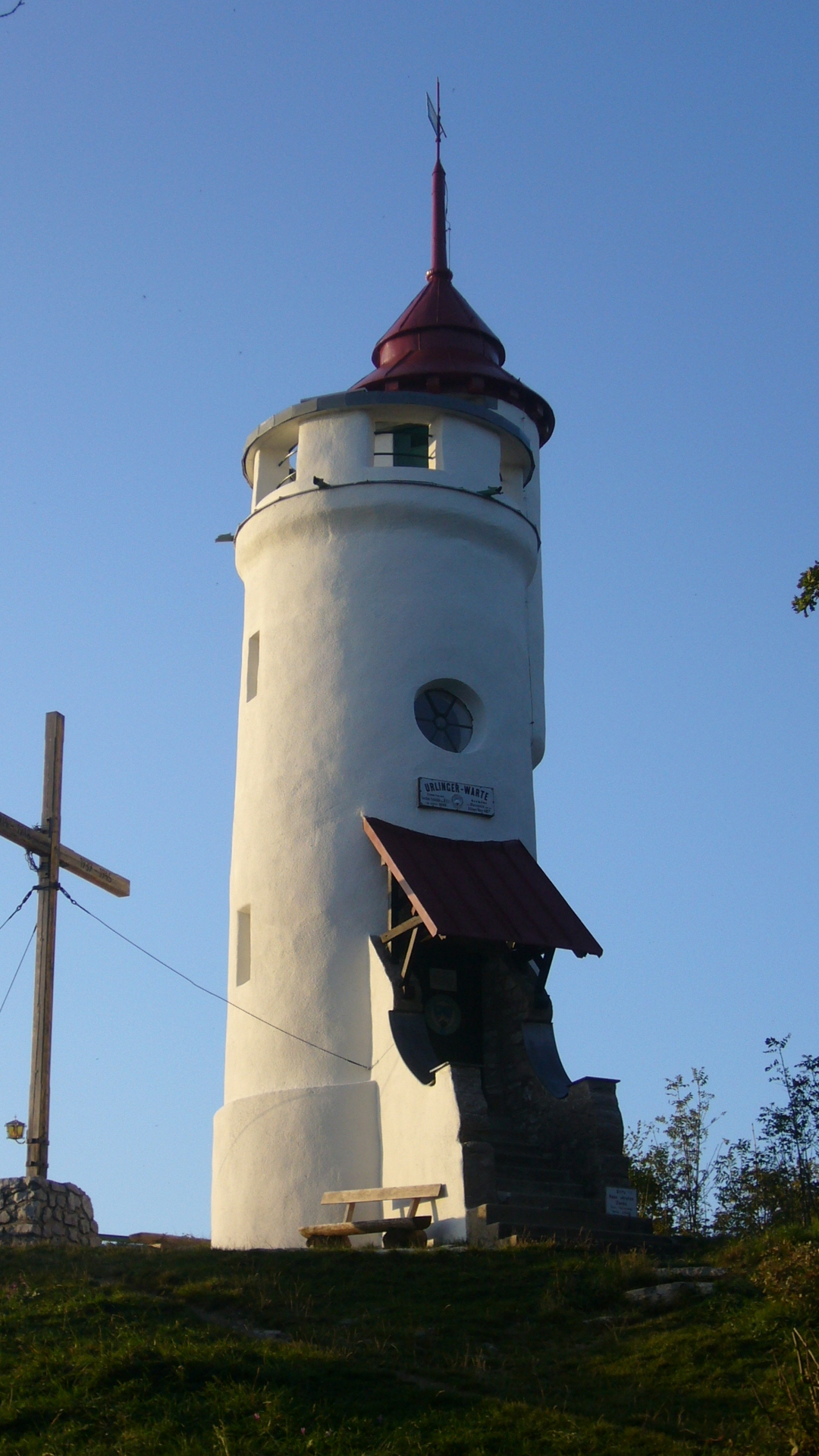
Башня Урлингерварте на горе Блассенштайн
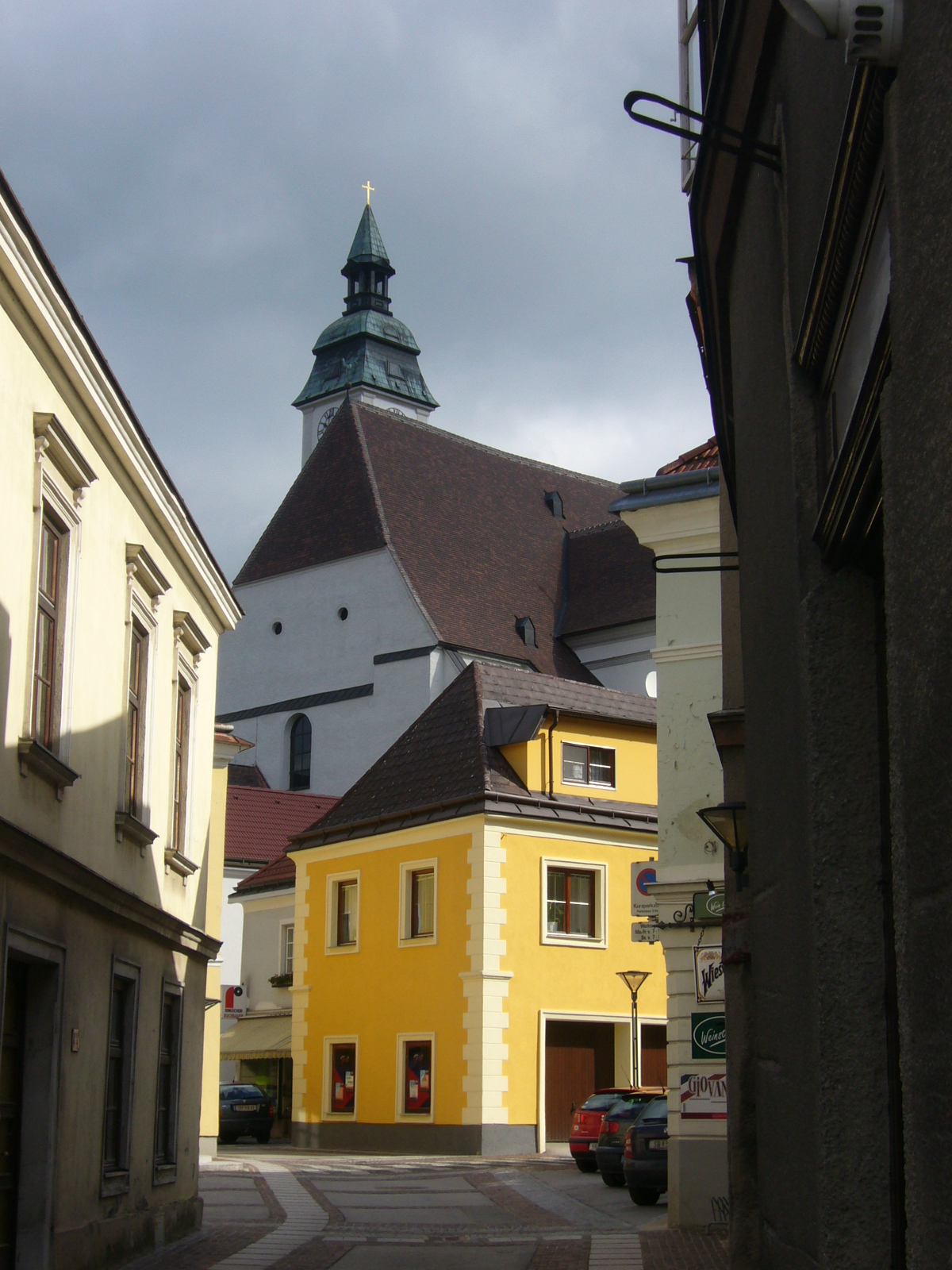
В старом городе

## Персоналии
- Сенковски, Герман